# Oseba pri oknu
Oseba pri oknu je slika španskega umetnika Salvador Dalija (1904-1989) ustvaril leta 1925. Ponazarja pogled skozi okno v pristaniškem mestu Cadaques, kjer je Dali preživljal poletja. Kot model na sliki nastopa sestra Ana Maria, ki je bila dolgo časa njegov edini model. Na sliki, ki spada v zgodnejše obdobje slikarjevega ustvarjanja, se vidi Dalijevo mojstrstvo ob poigravanju s sencami in svetlobo.